# Ono Chikkyō
Ono Chikkyō (japanisch 小野 竹橋, Vorname auch Chikukyō gelesen; geb. 20. November 1889 in Kasaoka (Präfektur Okayama); gest. 10. Mai 1979) war ein japanischer Maler der Nihonga-Richtung während der Taishō- und Shōwa-Zeit.

## Leben und Werk
Ono ging 1903 nach Kyōto, wo er ein Student von Takeuchi Seihō wurde. Als 1909 die Städtische Hochschule für Malerei (京都市立絵画専門学校, Kyōto shiritsu kaiga semmon gakkō) eröffnet wurde, war Ono einer der ersten Studenten. 1911 machten Ono und Tsuchida Bakusen ihren Abschluss nach Absolvierung des Sonderprogramms, während Sakakibara Shihō und Murakami Kagaku den gewöhnlichen Abschluss machten.
Als Ono die Schule verließ, war er schon als Landschaftsmaler bekannt. So hatte er erfolgreich auf den Ausstellungen der Shin-kobijutsu-ten (新古美術展) ausgestellt und war für die 1. und 2. Bunten-Ausstellung 1907 und 1908 zugelassen worden. Er gewann dann auch einen Preis auf einer der Bunten-Ausstellungen, konnte aber sonst keine größere Aufmerksamkeit erreichen. Schließlich zog er sich von staatlichen Ausstellungen zurück und organisierte, zusammen mit Tsuchida, Sakakibara, Murakami und Nonagase Banka, 1918 die „Kokuga sōsaku kyōkai“ (国画創作協会; Nationale Vereinigung für kreative Malerei). Sie pflegten eine Stil, der sich an Cézanne und anderen postimpressionistischen Malern orientierte.  1922 reiste Ono zusammen mit Tsuchida, Nonagase und anderen nach Europa, kehrte aber schon im selben Jahr wieder zurück.
Nachdem sich die Organisation 1928 auflöste, stellten Ono und Tsuchida auf der Teiten aus und nach dem Kriege auf der Nitten. 1947 wurde Ono in die Akademie der Künste aufgenommen und wurde dann Lehrer an seiner einstigen Ausbildungsstätte, der Städtischen Hochschule für Malerei. 1968 wurde er als Person mit besonderen kulturellen Verdiensten ausgezeichnet und erhielt gleichzeitig den Kulturorden.
Beispielhafte Werke sind „Fuyubi-chō“ (冬日帖, Wintertag-Album: 1928) und „Yūzora“ (夕空, Abendhimmel; 1953) im Neuen Kabuki-Theater in Osaka. 1951 gab die japanische Post eine Doppelmarke „Oirase no keiryū“ (奥入瀬の渓流, Strömung von Oirase) heraus. – 1982 wurde in Onos Heimatstadt Kasaoka, die ihn zum Ehrenbürger ernannte, für ihn ein Museum, das „Kasaoka Städtische Ono Chikkyū Kunstmuseum“ (笠岡市立美術館, Kasaoka shiritsu Ono Chikkyū bijutsukan), errichtet.